# Гудермес (станция)
Гудерме́с — участковая железнодорожная станция Грозненского региона Северо-Кавказской железной дороги, находящаяся в городе Гудермесе Чеченской Республики. На станции имеют остановку все проходящие поезда дальнего следования.

## История
Станция Гудермес была основана в 1893 году с постройкой Владикавказской железной дороги Беслано-Петровской ветки. Наличие железной дороги способствовало быстрому росту Гудермеса. Станция постепенно превращалась в промышленный современный город. Владикавказская железная дорога имела огромное значение для России. С каждым годом железнодорожники прокладывали все новые ветки. Особенно это стало актуальным при открытии все новых нефтяных месторождений в Чечне. В 1915 году прокладывается еще одна железнодорожная ветка: Прохладное-Гудермес, в следующем году – еще одна ветка Гудермес–Кизляр. С 1909 по 1914 год произошла коренная реконструкция станции. Здание вокзала и железнодорожные пути были перенесены на полверсты к северу от прежней старой дороги.
В Годы Гражданской войны Гудермес оказался под контролем Горского правительства. В ходе Операции ВСЮР в Чечне был взят дивизией "белого" генерала Драценко, стремящегося обеспечить безопасность движения поездов по железной дороге  В ходе Северо-Кавказской операции станция была взята Красной Армией.
В 1920 году были построены рабочий поселок и паровозное депо.  В 1924 году на базе станции Гудермес построили первую школу в городе и заложили парк железнодорожников.
В годы Великой Отечественной войны станция являлась важным узлом при доставке топлива и боеприпасов на фронт. В 1942 году ветка Гудермес – Кизляр была продолжена до Астрахани. Во время массовой депортации чеченцев и ингушей Гудермес был базой третьего оперативного сектора, где проживало 25% из числа выселяемых, здесь командовал комиссар госбезопасности 2-го ранга Сергей Круглов.
В 1985 году здание вокзала было перестроено.
Во время Первой Чеченской войны здание вокзала серьезно пострадало. Во время нападения боевиков на 
Гудермес здание вокзала удерживалось отрядом Мордовского СОБР в течение 10 суток до подхода подкреплений. 21 апреля 2001 года, после трехлетнего перерыва было восстановлено движение пассажирского поезда Гудермес-Москва.
В ночь с 21 на 22 июня 2002 года здание вокзала было обстреляно боевиками из гранатометов.
Помимо боевых повреждений, здание старого вокзала было повреждено во время землетрясения в 2008 году, находилось в аварийном состоянии и в ходе реконструкции было демонтировано в 2013 году.
Возведение нового вокзала началось в 2012 году. На месте снесённого комплекса построили новое трёхэтажное здание площадью 4,5 тыс. кв. м. Общая стоимость проекта – 1 млрд руб. Пока вокзал строился, пассажиров принимало одно из зданий на станции Гудермес. 
Новое здание гудермесского вокзала открыли в 28 декабря 2017 года.
После боевых действий на территории Чеченской Республики на участке ж.д. Хасав-Юрт — Гудермес — Стодеревская с ответвлением на Грозный контактная сеть демонтирована, на этом участке движение поездов осуществляется тепловозной тягой

## Деятельность
На станции осуществляются:
- продажа билетов на все пассажирские поезда;
- приём и выдача багажа;
- приём и выдача повагонных отправок грузов, допускаемых к хранению на открытых площадках станций;
- приём и выдача мелких отправок грузов, требующих хранения в крытых складах станций;
- приём и выдача грузов повагонными и мелкими отправками, загружаемых целыми вагонами, только на подъездных путях и местах необщего пользования;
- приём и выдача повагонных отправок грузов, требующих хранения в крытых складах станций;
- приём и выдача грузов в универсальных контейнерах массой брутто 3,3 (5) и 5,5 (6) т на станциях[13].

## Пригородное сообщение по станции
По состоянию на декабрь 2021 года пригородное сообщение по станции отсутствует.

## Дальнее следование по станции
По состоянию на декабрь 2021 года по станции курсируют следующие поезда дальнего следования:
| Круглогодичное обращение поездов | Круглогодичное обращение поездов | Круглогодичное обращение поездов | Круглогодичное обращение поездов |
| № поезда                         | Маршрут движения                 | № поезда                         | Маршрут движения                 |
| -------------------------------- | -------------------------------- | -------------------------------- | -------------------------------- |
| 135                              | Махачкала — Санкт-Петербург      | 136                              | Санкт-Петербург — Махачкала      |
| 302/301                          | Волгоград — Грозный              | 302/301                          | Грозный — Волгоград              |
| 382/381                          | Москва — Грозный                 | 382/381                          | Грозный — Москва                 |

## Перспективы
В перспективе на базе комплекса планируется создать крупнейший на Северном Кавказе транспортно-пересадочный узел, где пассажиры могли бы пользоваться услугами не только железных дорог, но и междугородних автобусов.

## Фотографии станции Гудермес

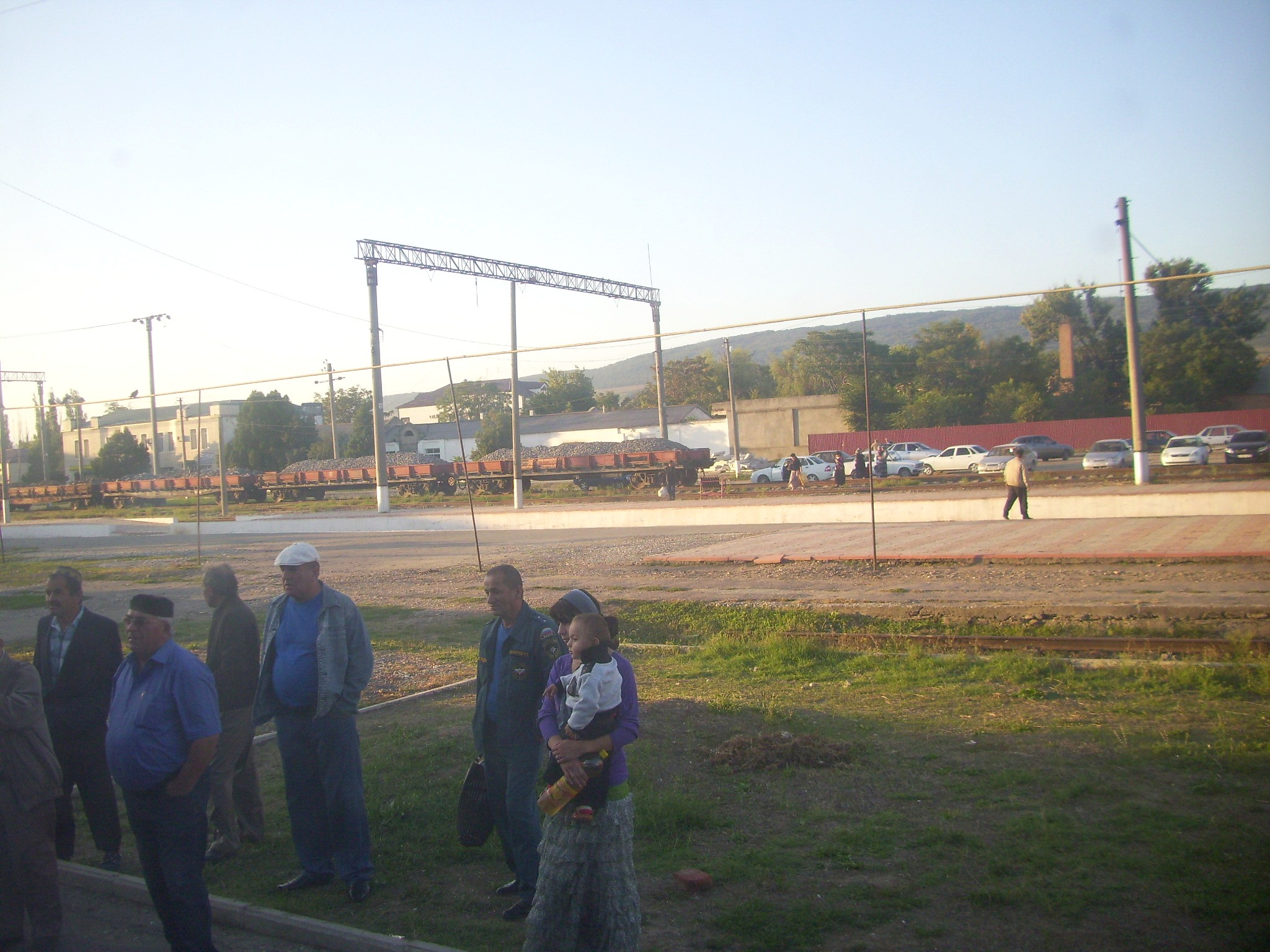
Станция Гудермес. 2011 год
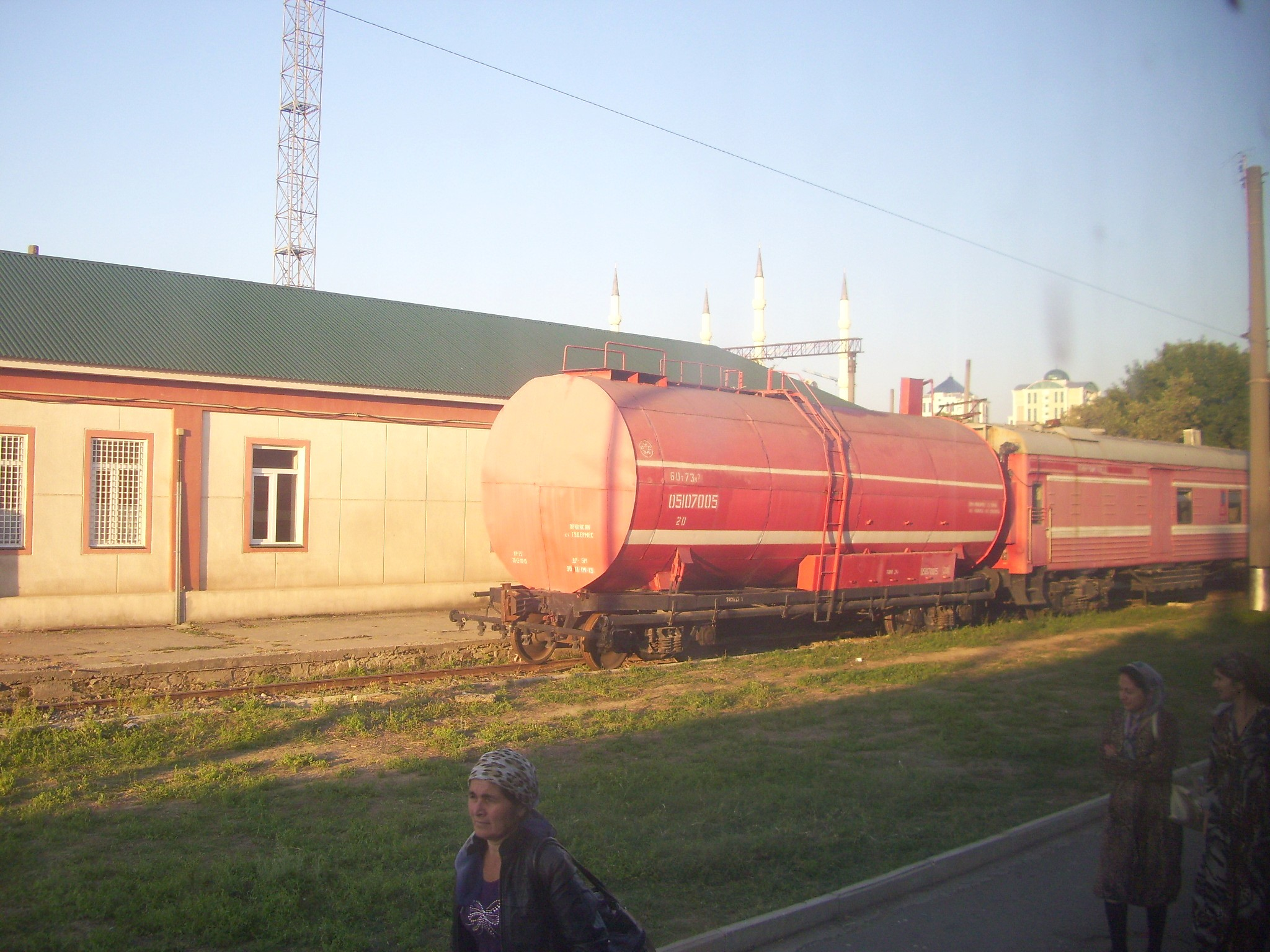
Пожарный поезд на станции Гудермес. 2011 год
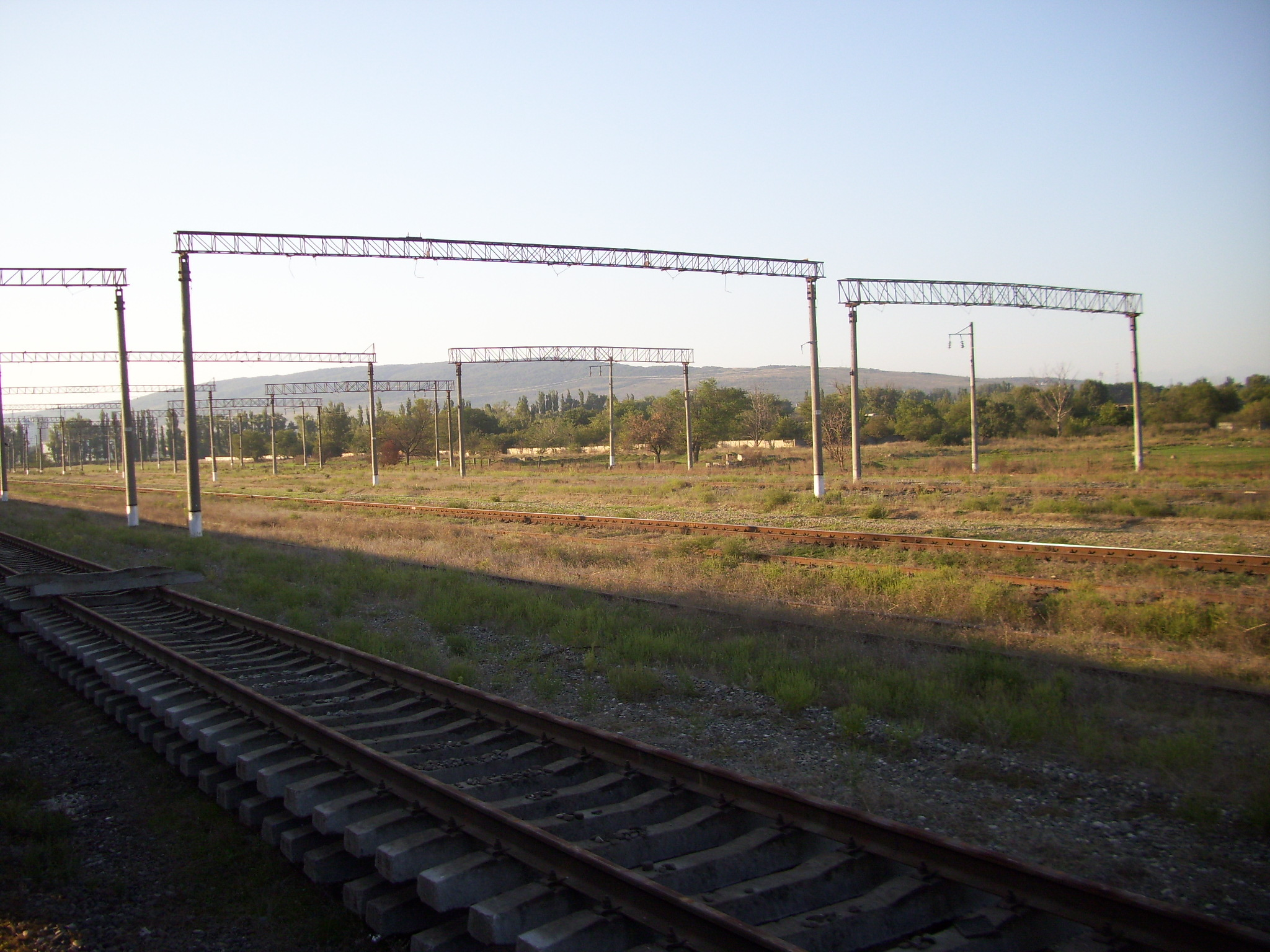
Парк путей в западной части станции Гудермес. 2011 год